# Saussurea hemsleyi
Saussurea hemsleyi là một loài thực vật có hoa trong họ Cúc. Loài này được Lipsch. miêu tả khoa học đầu tiên năm 1966.